# Väinö Markkanen
Väinö Markkanen (Paltamo, 29 maggio 1929 – Lohja, 10 giugno 2022) è stato un tiratore a segno finlandese.

## Palmarès

### Olimpiadi
- 1 medaglia:
  - 1 oro (Tokyo 1964 nella pistola 50 metri)